# Boussoukoula (département)
Pour le village chef-lieu, voir Boussoukoula.
Boussoukoula est un département et une commune rurale de la province du Noumbiel, situé dans la région du Sud-Ouest au Burkina Faso.
En 2006, le département comptabilisait 7 211 habitants.

## Villages
Le département et la commune rurale de Boussoukoula est administrativement composé de trente-sept villages, dont le village chef-lieu homonyme (données de population consolidées issues du recensement général de 2006) :
- Baheldouo (162 habitants)
- Bidardouo (263 habitants)
- Binissira (110 habitants)
- Bobèra (548 habitants)
- Boladouo (64 habitants)
- Bonkolou (184 habitants)
- Bonkolou-Tolkahoun (219 habitants)
- Bountara (130 habitants)
- Boussoukoula (709 habitants), chef-lieu
- Dallera-Helmira (80 habitants)
- Donafara (264 habitants)
- Fouméra (42 habitants)
- Gongonkar (102 habitants)
- Kalamkporo (150 habitants)
- Kimtara (86 habitants)
- Konkéra (202 habitants)
- Kosso-Tier (673 habitants)
- Kosso-You (246 habitants)
- Kpambilou (113 habitants)
- Kpaon (206 habitants)
- Lankardouo (138 habitants)
- Nambouna-Boptara (220 habitants)
- Népélimpira (54 habitants)
- Niobouro (196 habitants)
- Nobrodouo (103 habitants)
- Noperdouo (109 habitants)
- Paradouo (58 habitants)
- Pobanséo (367 habitants)
- Prounkéra (133 habitants)
- Sétadouo (74 habitants)
- Sikati (233 habitants)
- Tambilou (176 habitants)
- Tiempara (63 habitants)
- Tifrodouo (150 habitants)
- Tiokpolo (44 habitants)
- Vinadouo (494 habitants)
- Yelhourodouo (46 habitants)